# Белькайра-д'Ампурда
Белька́йра-д'Ампурда́ (кат. Bellcaire d'Empordà, вимова літературною каталанською [beʎ'kaјɾə dəmpuɾ'ða]) - муніципалітет, розташований в Автономній області Каталонія, в Іспанії. Код муніципалітету за номенклатурою Інституту статистики Каталонії - 170182. Знаходиться у районі (кумарці) Баш-Ампурда (коди району - 10 та BM) провінції Жирона, згідно з новою адміністративною реформою перебуватиме у складі Баґарії (округи) Жирона. 

## Назва муніципалітету
Назва муніципалітету походить від лат. bĕllu quadru та від лат. Emporitānu, що у свою чергу утворилося від назви грецької колонії грец. Ἐμπóριον.

## Населення
Населення міста (у 2007 р.) становить 651 особа (з них менше 14 років - 15,1%, від 15 до 64 - 63,1%, понад 65 років - 21,8%). У 2006 р. народжуваність склала 11 осіб, смертність - 6 осіб, зареєстровано 2 шлюби. У 2001 р. активне населення становило 253 особи, з них безробітних - 18 осіб.

Серед осіб, які проживали на території міста у 2001 р., 430 народилися в Каталонії (з них 287 осіб у тому самому районі, або кумарці), 62 особи приїхали з інших областей Іспанії, а 69 осіб приїхало з-за кордону. 

Вищу освіту має 6,9% усього населення. 

У 2001 р. нараховувалося 203 домогосподарства (з них 24,1% складалися з однієї особи, 24,6% з двох осіб,22,2% з 3 осіб, 18,7% з 4 осіб, 4,9% з 5 осіб, 2% з 6 осіб, 3% з 7 осіб, 0% з 8 осіб і 0,5% з 9 і більше осіб).

Активне населення міста у 2001 р. працювало у таких сферах діяльності : у сільському господарстві - 17%, у промисловості - 8,5%, на будівництві - 30,6% і у сфері обслуговування - 43,8%. 

 У муніципалітеті або у власному районі (кумарці) працює 167 осіб, поза районом - 129 осіб.

### Безробіття
У 2007 р. нараховувалося 16 безробітних (у 2006 р. - 16 безробітних), з них чоловіки становили 37,5%, а жінки - 62,5%.

## Економіка

### Підприємства міста

#### Промислові підприємства
| \| Промислові підприємства міста, за сферою діяльності \| Промислові підприємства міста, за сферою діяльності \| Промислові підприємства міста, за сферою діяльності \| \| Рік \| 2002 р. \| 2001 р. \| \| --------------------------------------------------- \| --------------------------------------------------- \| --------------------------------------------------- \| \| Енергетичні та водні ресурси \| 0% \| 0% \| \| Хімія та метали \| 0% \| 0% \| \| Переробка металів \| 40% \| 33,3% \| \| Продукти харчування \| 0% \| 16,7% \| \| Текстиль \| 0% \| 0% \| \| Виробництво меблів, видання \| 60% \| 50% \| \| Інше \| 0% \| 0% \| \| Усього підприємств \| 5 \| 6 \| |         |         |
| Промислові підприємства міста, за сферою діяльності |         |         |
| Рік | 2002 р. | 2001 р. |
| Енергетичні та водні ресурси | 0%      | 0%      |
| Хімія та метали | 0%      | 0%      |
| Переробка металів | 40%     | 33,3%   |
| Продукти харчування | 0%      | 16,7%   |
| Текстиль | 0%      | 0%      |
| Виробництво меблів, видання | 60%     | 50%     |
| Інше | 0%      | 0%      |
| Усього підприємств | 5       | 6       |

#### Роздрібна торгівля
| \| Підприємства роздрібної торгівлі міста, за сферою діяльності \| Підприємства роздрібної торгівлі міста, за сферою діяльності \| Підприємства роздрібної торгівлі міста, за сферою діяльності \| \| Рік \| 2002 р. \| 2001 р. \| \| ------------------------------------------------------------ \| ------------------------------------------------------------ \| ------------------------------------------------------------ \| \| Продукти харчування \| 60% \| 54,5% \| \| Одяг та взуття \| 10% \| 9,1% \| \| Товари для дому \| 10% \| 18,2% \| \| Книги та періодичні видання \| 0% \| 0% \| \| Промислова хімічна продукція \| 20% \| 18,2% \| \| Продукція, пов'язана з транспортними засобами \| 0% \| 0% \| \| Інше \| 0% \| 0% \| \| Усього підприємств \| 10 \| 11 \| |         |         |
| Підприємства роздрібної торгівлі міста, за сферою діяльності |         |         |
| Рік | 2002 р. | 2001 р. |
| Продукти харчування | 60%     | 54,5%   |
| Одяг та взуття | 10%     | 9,1%    |
| Товари для дому | 10%     | 18,2%   |
| Книги та періодичні видання | 0%      | 0%      |
| Промислова хімічна продукція | 20%     | 18,2%   |
| Продукція, пов'язана з транспортними засобами | 0%      | 0%      |
| Інше | 0%      | 0%      |
| Усього підприємств | 10      | 11      |

#### Сфера послуг
| \| Підприємства міста, що працюють у сфері послуг, за діяльністю \| Підприємства міста, що працюють у сфері послуг, за діяльністю \| Підприємства міста, що працюють у сфері послуг, за діяльністю \| \| Рік \| 2002 р. \| 2001 р. \| \| ------------------------------------------------------------- \| ------------------------------------------------------------- \| ------------------------------------------------------------- \| \| Гуртова торгівля \| 12% \| 20% \| \| Готелі та готельний бізнес \| 12% \| 16% \| \| Транспорт та зв'язок \| 16% \| 8% \| \| Посередницькі фінансові послуги \| 4% \| 4% \| \| Послуги підприємствам \| 4% \| 4% \| \| Послуги фізичним особам \| 28% \| 28% \| \| Нерухомість та ін. \| 24% \| 20% \| \| Усього підприємств \| 25 \| 25 \| |         |         |
| Підприємства міста, що працюють у сфері послуг, за діяльністю |         |         |
| Рік | 2002 р. | 2001 р. |
| Гуртова торгівля | 12%     | 20%     |
| Готелі та готельний бізнес | 12%     | 16%     |
| Транспорт та зв'язок | 16%     | 8%      |
| Посередницькі фінансові послуги | 4%      | 4%      |
| Послуги підприємствам | 4%      | 4%      |
| Послуги фізичним особам | 28%     | 28%     |
| Нерухомість та ін. | 24%     | 20%     |
| Усього підприємств | 25      | 25      |

## Житловий фонд
У 2001 р. 2,5% усіх родин (домогосподарств) мали житло метражем до 59 м², 18,7% - від 60 до 89 м², 42,4% - від 90 до 119 м² і
36,5% - понад 120 м².

З усіх будівель у 2001 р. 11,4% було одноповерховими, 63,4% - двоповерховими, 22,8
% - триповерховими, 2,4% - чотириповерховими, 0% - п'ятиповерховими, 0% - шестиповерховими,
0% - семиповерховими, 0% - з вісьмома та більше поверхами.

## Автопарк
| \| Автомобілі, зареєстровані у місті, за призначенням \| Автомобілі, зареєстровані у місті, за призначенням \| Автомобілі, зареєстровані у місті, за призначенням \| \| Рік \| 2006 р. \| 2005 р. \| \| -------------------------------------------------- \| -------------------------------------------------- \| -------------------------------------------------- \| \| Приватні автомобілі \| 57,4% \| 58,9% \| \| Мотоцикли \| 11,5% \| 10,4% \| \| Вантажівки \| 24,6% \| 25,3% \| \| Трактори \| 0,1% \| 0,1% \| \| Автобуси та ін. \| 6,3% \| 5,2% \| \| Усього автомобілів \| 756 шт. \| 711 шт. \| |         |         |
| Автомобілі, зареєстровані у місті, за призначенням |         |         |
| Рік | 2006 р. | 2005 р. |
| Приватні автомобілі | 57,4%   | 58,9%   |
| Мотоцикли | 11,5%   | 10,4%   |
| Вантажівки | 24,6%   | 25,3%   |
| Трактори | 0,1%    | 0,1%    |
| Автобуси та ін. | 6,3%    | 5,2%    |
| Усього автомобілів | 756 шт. | 711 шт. |

## Вживання каталанської мови
У 2001 р. каталанську мову у місті розуміли 97,1% усього населення (у 1996 р. - 100%), вміли говорити нею 82% (у 1996 р. - 
92%), вміли читати 82,2% (у 1996 р. - 91,4%), вміли писати 74,4
% (у 1996 р. - 52,6%). Не розуміли каталанської мови 2,9%.

## Політичні уподобання
У виборах до Парламенту Каталонії у 2006 р. взяло участь 308 осіб (у 2003 р. - 342 особи). Голоси за політичні сили розподілилися таким чином:
| \| Вибори до Парламенту Каталонії \| Вибори до Парламенту Каталонії \| Вибори до Парламенту Каталонії \| \| Рік \| 2006 р. \| 2003 р. \| \| -------------------------------------- \| ------------------------------ \| ------------------------------ \| \| Конвергенція та Єднання (CiU) \| 43,8% \| 35,1% \| \| Соціалістична партія Каталонії (PSC) \| 18,5% \| 27,2% \| \| Народна партія (PP) \| 2,9% \| 5% \| \| Ініціатива за Каталонію — Зелені (ICV) \| 13% \| 6,1% \| \| Республіканська лівиця Каталонії (ERC) \| 20,5% \| 26,6% \| \| Громадяни — Громадянська партія (C's) \| 0,3% \| 0% \| \| Інші \| 1% \| 0% \| |         |         |
| Вибори до Парламенту Каталонії |         |         |
| Рік | 2006 р. | 2003 р. |
| Конвергенція та Єднання (CiU) | 43,8%   | 35,1%   |
| Соціалістична партія Каталонії (PSC) | 18,5%   | 27,2%   |
| Народна партія (PP) | 2,9%    | 5%      |
| Ініціатива за Каталонію — Зелені (ICV) | 13%     | 6,1%    |
| Республіканська лівиця Каталонії (ERC) | 20,5%   | 26,6%   |
| Громадяни — Громадянська партія (C's) | 0,3%    | 0%      |
| Інші | 1%      | 0%      |

У муніципальних виборах у 2007 р. взяло участь 364 особи (у 2003 р. - 388 осіб). Голоси за політичні сили розподілилися таким чином:
| \| Муніципальні вибори \| Муніципальні вибори \| Муніципальні вибори \| \| Рік \| 2007 р. \| 2003 р. \| \| -------------------------------------- \| ------------------- \| ------------------- \| \| Конвергенція та Єднання (CiU) \| 10,7% \| 0% \| \| Соціалістична партія Каталонії (PSC) \| 30,8% \| 56,4% \| \| Народна партія (PP) \| 0% \| 0% \| \| Ініціатива за Каталонію — Зелені (ICV) \| 0% \| 0% \| \| Республіканська лівиця Каталонії (ERC) \| 58,5% \| 43,6% \| \| Громадяни — Громадянська партія (C's) \| 0% \| 0% \| \| Інші \| 0% \| 0% \| |         |         |
| Муніципальні вибори |         |         |
| Рік | 2007 р. | 2003 р. |
| Конвергенція та Єднання (CiU) | 10,7%   | 0%      |
| Соціалістична партія Каталонії (PSC) | 30,8%   | 56,4%   |
| Народна партія (PP) | 0%      | 0%      |
| Ініціатива за Каталонію — Зелені (ICV) | 0%      | 0%      |
| Республіканська лівиця Каталонії (ERC) | 58,5%   | 43,6%   |
| Громадяни — Громадянська партія (C's) | 0%      | 0%      |
| Інші | 0%      | 0%      |